# 吊るされた棺

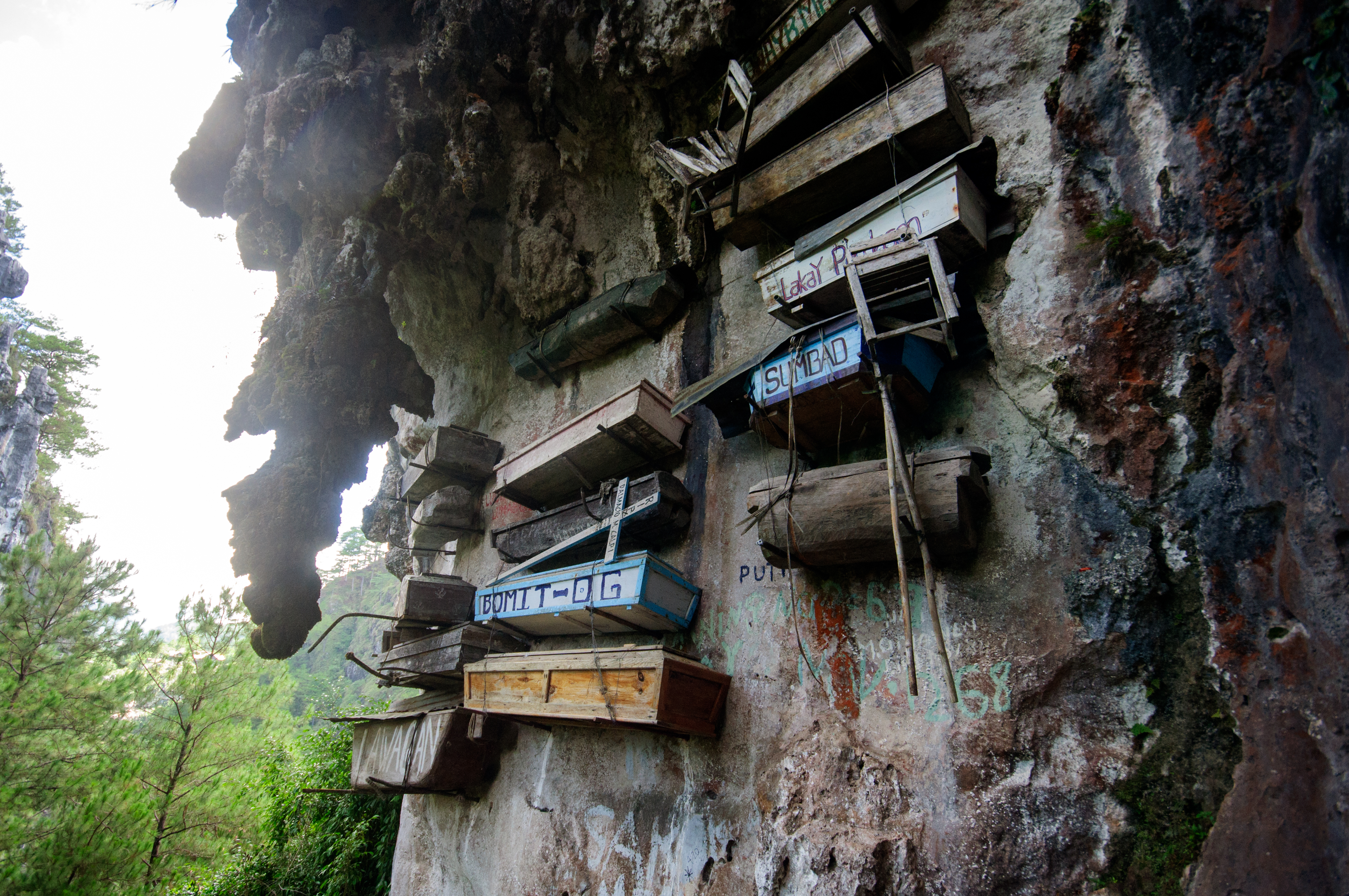
フィリピンマウンテン州サガダにある吊るされた棺

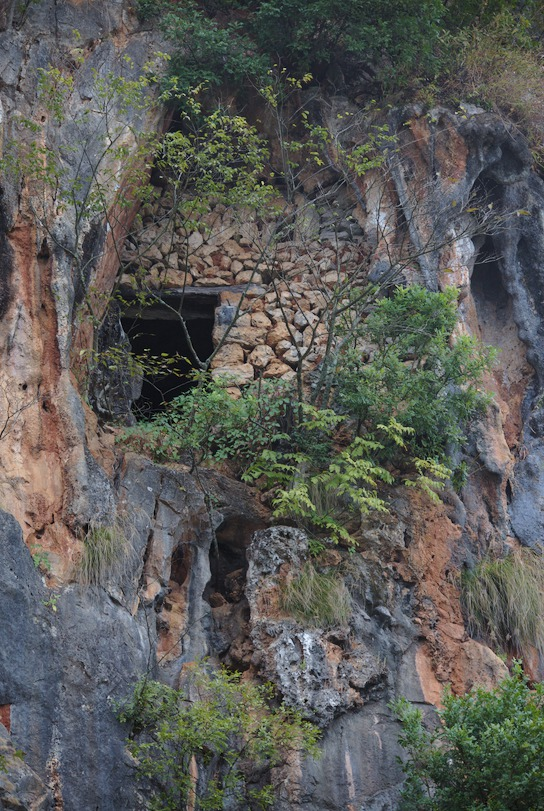
中国雲南省文山州丘北県白泥塘のボウ人の子孫による吊り下げ墓のひとつ

吊るされた棺（つるされたひつぎ、英: Hanging coffins）は、崖の途中に留め置かれた棺である。中国、インドネシアおよびフィリピンの各地で見られる。中国語では懸棺（悬棺）として知られている。
棺を崖に懸ける葬法を崖葬または懸崖葬ともいう。

## 中国

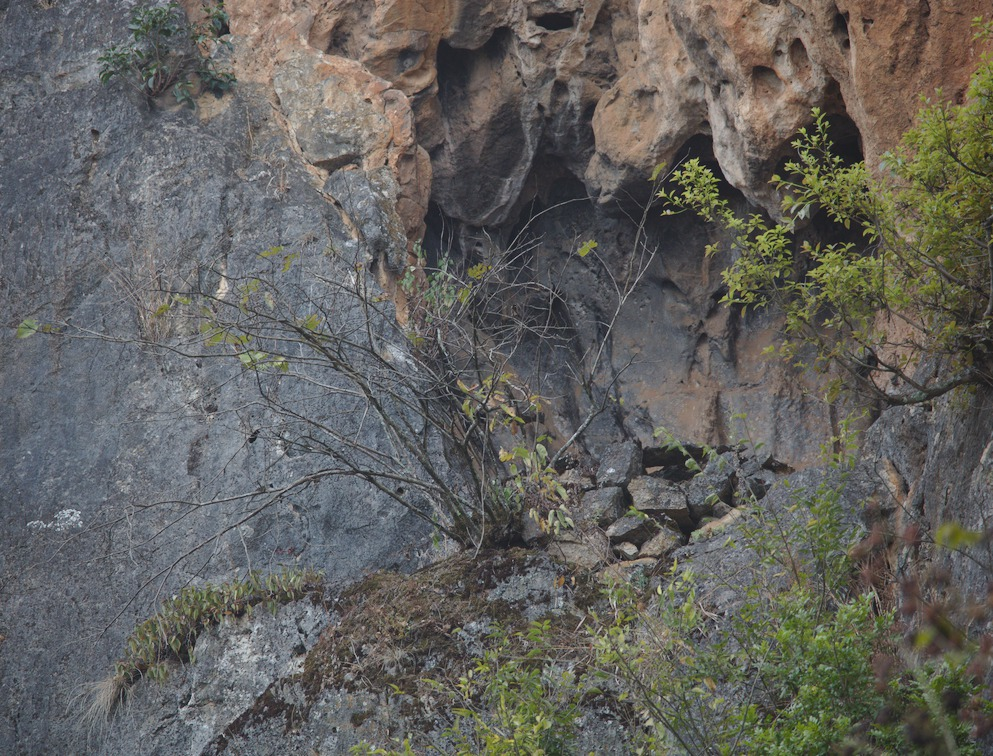
墓場として使われる天然の崖地（中国雲南省文山州丘北県白泥塘）

崖から棺を吊り下げる様式は、主に中国南部のボウ人などいくつかの少数民族が行ってきた古代の葬式習慣によるものである。様々な形の棺は、そのほとんどが1本の丸太をくり抜いて作られている。棺は、崖の鉛直面に刺した2本の杭の上に乗せるか、崖の途中にある洞穴に置かれるか、または崖の表面から突き出した自然の岩の上に置かれる。
崖に吊り下げることによって、遺体が獣に荒らされることを防ぎ、さらには魂を永遠に祝福することができるとも言われている。
吊るされた棺のある主な地域
- 福建省
  - 武夷山
- 湖北省
  - 秭帰県[3]
- 江西省
  - 龍虎山 - 鷹潭市より南西へ20キロメートル
- 四川省
  - 珙県 - 四川省宜賓市（ボウ人）
  - 瞿塘峡 - 三峡の最上流
- 雲南省
  - 白泥塘 - 文山州丘北県白泥塘の南東の崖（四川省のボウ人の子孫による）

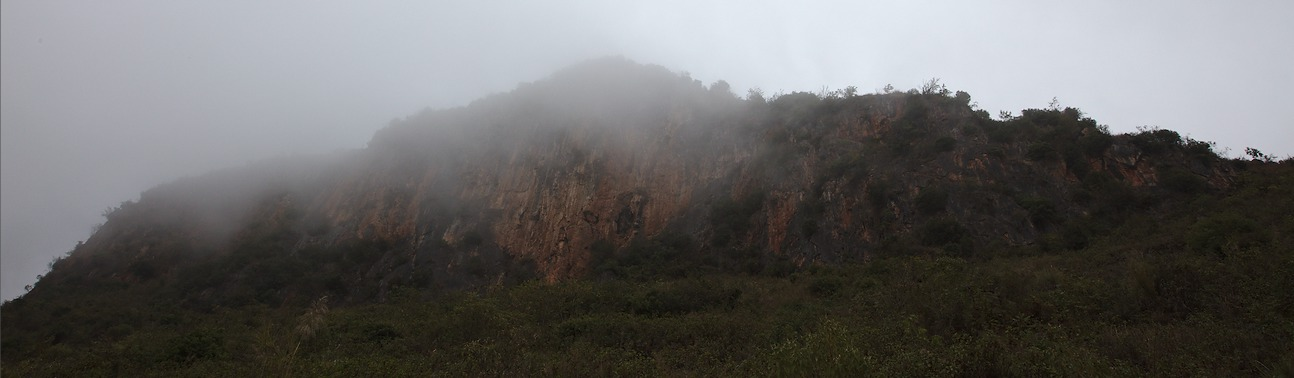
丘北県白泥塘。墓に使われる崖面の全体像。

## フィリピン
吊るされた棺は、ルソン島のマウンテン州サガダで見つけることができる。

## インドネシア
スラウェシ島の高地には、トラジャ族によって吊り下げ棺や故人を模した人形タウタウが副葬品として納められたロンダ埋葬洞窟がある。

### 中国
- Hanging coffins in China
- Mysterious Hanging Coffins of the Bo
- Hanging Coffins a Clue to Ba Mystery
- Hanging coffins in Yunnan
- Mysterious Hanging Coffins of China (documentary)

### フィリピン
- Sagada Igorot Online - Hanging Coffins
- Hanging Coffins of Sagada
- Picture of hanging coffins in Sagada
- Visit Sagada
- Hanging Coffins of Sagada : A dying Igorot Tradition

### インドネシア
- Hanging coffins in Indonesia
- Picture of hanging coffins in Sulawesi